# Vilarinho de Negrões

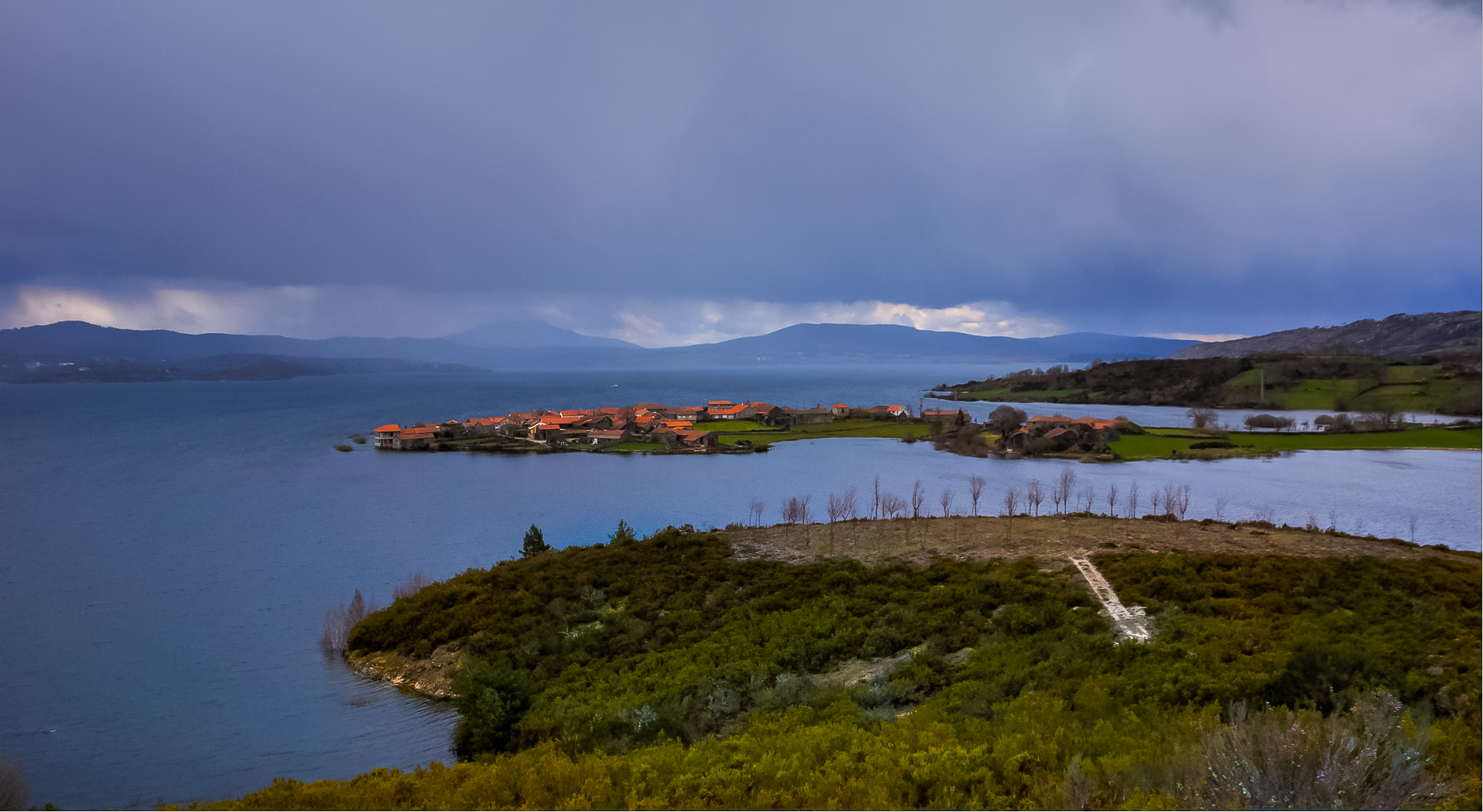
Vilarinho de Negrões

Vilarinho de Negrões é uma localidade na freguesia de Negrões, no concelho de Montalegre. Encontra-se no extremo noroeste da freguesia de Negrões e dista aproximadamente 20 km da vila de Montalegre.
É considerada uma das aldeias mais pitorescas de toda a região não só pela preservação de suas casas mas principalmente por se encontrar sobre uma estreita e bela península. Perto, situa-se a aldeia de Negrões, alma gémea, que possui um forno todo em granito.
As gentes de Vilarinho de Negrões dedicam-se à agricultura e ao pastoreio, um pouco como era há algumas décadas.
Em 2024, esta aldeia transmontana serviu de cenário para a novela da SIC, A Promessa.